# Ministro de Relaciones Exteriores (Colombia)
El Ministro de Relaciones Exteriores (Canciller) es un miembro de la rama ejecutiva del Gobierno nacional y es la cabeza del Ministerio de Relaciones Exteriores. El titular es uno de los miembros de más alto rango del gabinete presidencial y ocupa el tercer lugar en la línea de sucesión presidencial colombiana entre los ministros del gabinete.
Creado en 1821 con Pedro Gual Escandón como su primer titular, el Ministro de Relaciones Exteriores representa a Colombia ante países extranjeros y, por lo tanto, se lo considera análogo a un Canciller en otros países. El Ministro de Relaciones Exteriores es designado por el Presidente de la República y, previa audiencia de confirmación ante la Comisión Asesora de Relaciones Exteriores del Senado, es confirmado por el Senado de la República de Colombia. El Ministro de Relaciones Exteriores, junto con el Ministro del Interior, el Ministro de Finanzas, el Ministro de Justicia y el Ministro de Defensa, son generalmente considerados los cinco miembros más importantes del gabinete debido a la importancia de sus respectivos ministerios.

## Funciones y responsabilidades
Las funciones declaradas del Ministro de Relaciones Exteriores son supervisar el servicio exterior y la política de inmigración de Colombia y administrar el Ministerio de Relaciones Exteriores. El ministro también debe asesorar al presidente en asuntos exteriores colombianos, como el nombramiento de diplomáticos y embajadores, informar al presidente sobre la destitución y revocación de estas personas. El Ministro de Relaciones Exteriores puede realizar negociaciones, interpretar y rescindir tratados relacionados con la política exterior. El ministro también puede participar en conferencias, organismos y organismos internacionales como representante de Colombia. El ministro comunica asuntos relacionados con la política exterior de Colombia al Congreso y a la ciudadanía. El ministerio también brinda servicios a ciudadanos colombianos que viven o viajan al extranjero, como proporcionar credenciales en forma de pasaportes. De esta manera, el ministro también garantiza la protección de los ciudadanos, sus propiedades e intereses en el extranjero.
Los ministros de Asuntos Exteriores también tienen responsabilidades internas. La mayoría de las funciones internas históricas del Ministerio de Relaciones Exteriores fueron transferidas gradualmente a otras agencias a finales del siglo XX como parte de diversas reformas y reestructuraciones administrativas. Entre las que quedan se incluyen el desempeño de funciones protocolares para la Casa de Nariño y la redacción de determinadas proclamas. El ministro también negocia con los estados individuales sobre la extradición de fugitivos a países extranjeros. Según la legislación nacional, los poderes que puede ejercer y que le otorga el presidente no están codificados. En consecuencia, varios ministros de Asuntos Exteriores han actuado como presidentes interinos durante la ausencia del presidente.
Como miembro de más alto rango del gabinete, el ministro de Relaciones Exteriores es el cuarto funcionario de mayor rango en el poder ejecutivo del gobierno nacional de Colombia, después del presidente, el vicepresidente y el ministro del interior, y es el tercero en línea para suceder a la presidencia, después del vicepresidente. y el ministro del interior, aplicándose únicamente en el caso de que el ministro pertenezca al mismo partido o movimiento político del presidente original.
Diez exministros de Relaciones Exteriores (Concha, Suárez, Holguín (J), Olaya Herrera, Santos Montejo, Gómez, Lleras Camargo, Valencia, López Michelsen y Turbay Ayala) fueron elegidos presidentes. Otros, entre ellos Roberto Urdaneta, Noemí Sanín, Carlos Holmes Trujillo y Marta Lucía Ramírez también han hecho campaña como candidatos presidenciales, antes o después. después de su mandato como Ministro de Asuntos Exteriores, pero finalmente no tuvieron éxito. Por lo tanto, el cargo de Ministro de Relaciones Exteriores ha sido considerado un premio de consolación para los candidatos presidenciales fracasados.